# Almargen
Almargen – gmina w Hiszpanii, w prowincji Malaga, w Andaluzji, o powierzchni 34,36 km². W 2011 roku gmina liczyła 2157 mieszkańców.